# Alexeter notatus
Alexeter notatus är en stekelart som beskrevs av Davis 1897. Alexeter notatus ingår i släktet Alexeter och familjen brokparasitsteklar. Inga underarter finns listade i Catalogue of Life.